# 静岡サッカー資料館
静岡サッカー資料館（しずおかサッカーしりょうかん）は、静岡県駿東郡長泉町のクレマチスの丘にあったサッカーの資料館。

## 歴史
2004年8月9日に開館した。スルガ銀行の遊休施設を改装し、静岡県サッカー協会が設立した。通称は「静岡サッカーミュージアム」。入館料は無料。
スルガ銀行や静岡県サッカー協会、日本サッカー協会などが所有する展示品を集めて展示されていた。静岡県にあるために、静岡出身の日本代表選手および清水エスパルスとジュビロ磐田の資料が多かった。
2023年3月31日をもって閉館した。展示品は藤枝市が2024年中の開館を目指すサッカーミュージアムに引き継がれる予定である。